# DAF Daffodil 32
Nel 1965 venne presentata la nuova DAF Daffodil 32 in sostituzione della Daffodil 31; rispetto al modello precedente dell'autovettura di casa DAF, la parte anteriore e posteriore dell'auto erano state rialzate e la griglia era più sobria: la mano del designer italiano Giovanni Michelotti era chiaramente visibile.
Anche in questo caso veniva mantenuta la peculiarità principale della presenza del cambio automatico Variomatic, accoppiato a un motore boxer bicilindrico da 746 cm³ erogante 22 CV.
La velocità massima dichiarata dalla casa era di 105 km/h e l'impianto elettrico era curiosamente a 6 V.
Nel 1966 fu presentato l'allestimento spiaggina, sempre realizzato da Michelotti e denominato "Beach Car". Il corpo vettura era privo di porte e capote, con sedili e rivestimenti in vimini.
Il modello "32" venne pensionato nel 1967 per lasciare spazio all'erede DAF 33.